# Tamara De Anda
Tamara De Anda Prieto, también conocida como Plaqueta (Ciudad de México, 6 de agosto de 1983) es una periodista y bloguera mexicana.

## Trayectoria
Estudió Ciencias de la Comunicación en la Facultad de Ciencias Políticas y Sociales de la UNAM, sin embargo aún no se ha titulado. En 2004 inició su blog Plaqueta y ya el cual fue uno de los más leídos en México, con 40 000 vistas al mes en 2009. Desde 2014 es autora del blog Crisis de los 30 en El Universal y en 2016 inició la colaboración en la sección Excéntrica CDMX sobre lugares raros de la Ciudad de México en el periódico máspormás.
Ha trabajado en revistas como Chilango, Selecciones, Gatopardo -donde fue editora de secciones desde 2009 hasta 2014-, df por travesías y, también como redactora, en la agencia de publicidad Ogilvy.
Desde 2012 es reportera del programa Itinerario en Canal Once.
En 2016 inició la conducción del programa Macho en rehabilitación en Radio Fórmula.

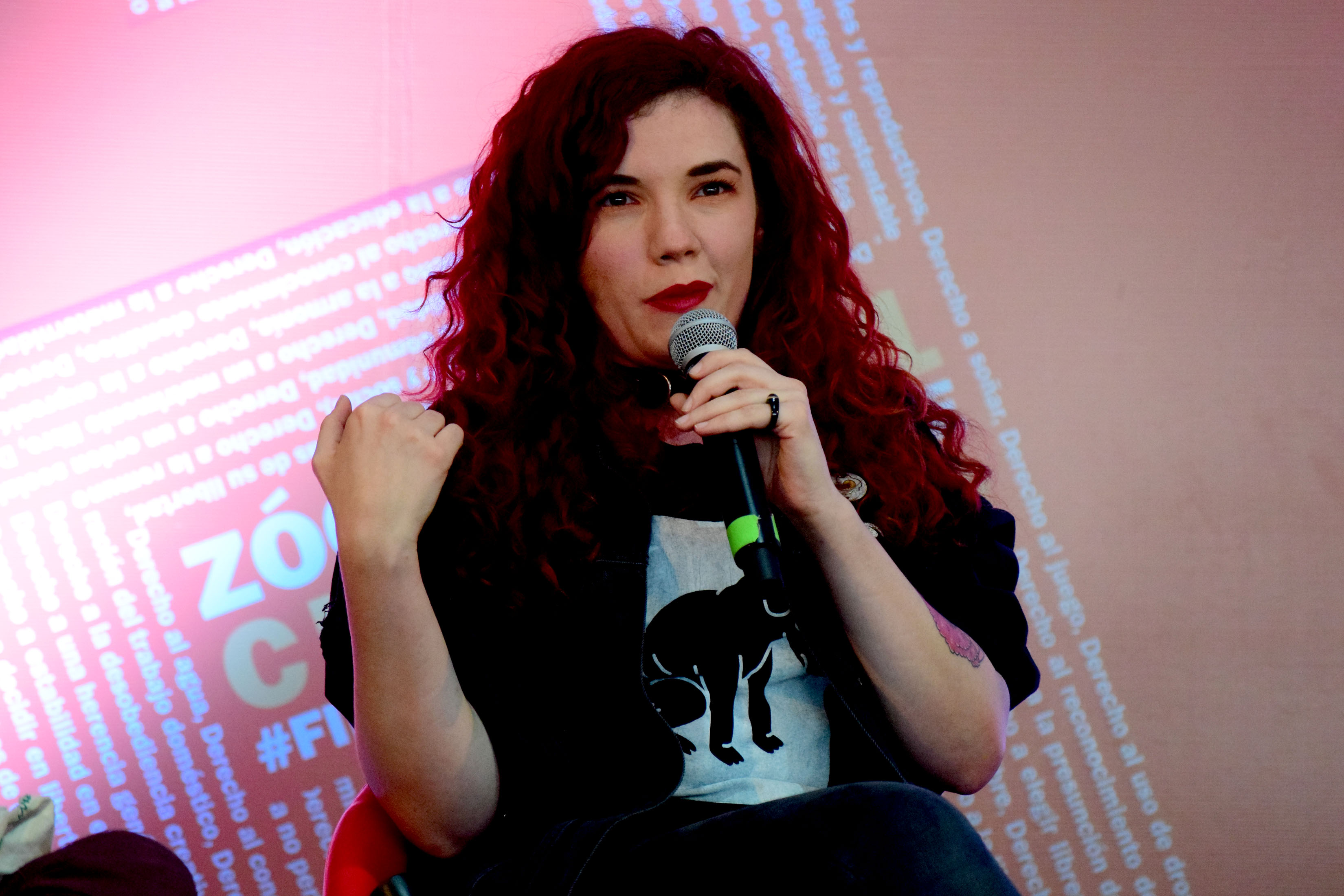
Tamara De Anda durante la XVIII Feria Internacional del Libro en el Zócalo de la Ciudad de México

## #AmigaDateCuenta
Es coautora, con Andonella, de los libros #AmigaDateCuenta (2018) y #AmigaDateCuenta presenta: #TuBarrioTeRespalda (2020), publicados por la editorial Planeta. 
- #AmigaDateCuenta. Dirigido a mujeres adolescentes, explica eventos y sensaciones que experimentarán en esta etapa del crecimiento. Habla de relaciones de amistad y de pareja, cambios en el cuerpo, menstruación, relaciones sexuales y métodos anticonceptivos, feminismo, aborto y salud emocional.[7]
- #AmigaDateCuenta presenta: #TuBarrioTeRespalda. Es el primer tomo de la historia ilustrada de las mujeres, de la era de las cavernas hasta el voto universal.[8]

## Activismo
En 2013 fue reconocida por su primer #LadyPlaqueta cuando denunció en su cuenta de Twitter que en un casting para un comercial de la aerolínea Aeroméxico solicitaban gente con "Look Polanco. Nadie moreno", el tuit se viralizó y se convirtió en un escándalo internacional que puso sobre la mesa el racismo y la falta de diversidad en los medios mexicanos.
En 2017 otro de sus tuits se viralizó por publicar que recorría las calles de la alcaldía Cuauhtémoc en la Ciudad de México y escuchó un piropo de un taxista: “¡Guapa!”, le dijo, a lo que ella respondió que nadie había pedido su opinión, lo calificó como una falta administrativa y pidió el apoyo de un policía de tránsito quien llevó el caso a un Juzgado Cívico. Al poco rato de haber publicado en la red social, este se hizo viral y se abrió debate para cuestionarse si los piropos eran aceptables entre la sociedad e impulsó a las mujeres a que denunciaran a sus agresores en caso de sentirse violentadas.
A través de sus redes sociales, Plaqueta manifiesta desde su punto de vista feminista algunas acciones cotidianas de la actualidad, un año más tarde, en 2018 exhibió en Twitter a hombres que utilizaban los vagones exclusivos del Metro e hizo un llamado al personal del Sistema de Transporte Colectivo para que impusieran sanciones a aquellos que no respetaran las reglas.
Fue muy cuestionada en redes sociales por su "feminismo radical", abrió pie a un debate entre lo aceptable de un halago y también fue apodada como #LadyPlaqueta después de que se descubriera un tuit de hace años que hacía alusión a un halago del mismísimo "señor covadonga", fue ahí cuando los memes le llovieron. Usuarios cuestionarios si era para ella halago si venía de alguien de tez blanco y era acoso si venía de alguien humilde. La tacharon de doble moral.